# 佐藤正広
佐藤 正広（さとう まさひろ、1955年 - ）は、日本の経済学者。東京外国語大学特任教授、一橋大学名誉教授。大学院では中村政則の指導を受けた。

## 略歴
- 1977年3月　埼玉大学経済学部経済学科卒業
- 1979年3月　一橋大学大学院経済学研究科博士前期課程修了
- 1985年8月　一橋大学大学院社会学研究科博士後期課程単位取得退学
- 1985年9月　一橋大学経済研究所附属日本経済統計情報センター専任講師
- 1989年2月　一橋大学経済研究所附属日本経済統計情報センター助教授
- 2002年4月　一橋大学経済研究所附属社会科学統計情報研究センター助教授
- 2002年5月　一橋大学経済研究所附属社会科学統計情報研究センター教授
- 2002年11月　博士（経済学）（一橋大学）。学位論文は「国勢調査と日本近代」。
- 2018年3月　定年退職
- 2018年4月　一橋大学名誉教授[2]、一橋大学経済研究所社会科学統計情報研究センター特任教授
- 2019年4月 - 東京外国語大学大学院国際日本学研究院特任教授[3]、一橋大学経済研究所非常勤研究員[4]

## 著書
- 『栃木県那須郡武茂村・境村行政資料目録（解題：大正期地方官庁による産業統計調査　―栃木県統計書の編纂をめぐって）』、佐藤正広編、統計資料シリーズ49、一橋大学経済研究所附属日本経済統計情報センター、1998年
- 『国勢調査と日本近代』一橋大学経済研究叢書51、岩波書店、2002年
- 『帝国日本と統計調査 －統治初期台湾の専門家集団』一橋大学経済研究叢書60、岩波書店、2012年
- 『国勢調査 日本社会の百年』（岩波現代全書）、岩波書店、2015年

## 論文

### 単著
- 「明治前期の地域経済―1890年富山県の場合」, 『経済研究』, 一橋大学経済研究所編, 岩波書店, 37, 1986
- 「明治期地方知識人の経済思想―加工統計「越中生産」の推計方法と精度の検討」, 『一橋論叢』, 98(3), 1987
- 「明治期生産統計における自給的農産物の取扱いについて―明治39・40年「富山県経済的民力調査」を素材として」, 『経済研究』, 一橋大学経済研究所編, 岩波書店, 38(4), 1987
- 「戸数割税務資料の特性と精度について」, 『経済研究』, 一橋大学経済研究所編, 岩波書店, 43(3), 1992
- 「初期国勢調査の諸問題―農村住民「イエ」意識と職業調査：広島県下の事例」, 『経済研究』, 一橋大学経済研究所編, 岩波書店, 48(1), 1997
- 「『人口大調査』から『国勢調査』へ―国勢調査の基本設計をめぐる明治期の論議」, 『一橋論叢』, 117(6), 1997
- 「郡是・市町村是資料 そのなりたちと評価」, 『「郡是・市町村是資料マイクロ版集成」目録・解題』,（一橋大学経済研究所附属日本経済統計情報センター編）, 丸善, 1999
- 「かいま見た中国近現代 統計学の教科書から」, 『Ｎews　Letter　近現代東北アジア地域史研究会』, 11, 1999
- 「明治期地方レベルの統計講習会―統計データの生産者たち」, 『経済研究』, 51(3), 2000
- 「ちがさきの統計6『住宅都市』の誤算　―高度経済成長期の人口推計と現実の趨勢」, 『茅ヶ崎市史研究』, 25, 39-50, 2001
- 「人口センサスの始動―その歴史的環境」, 『環』, 藤原書店, 26, 2006
- 「台湾統治初期の地方行政：「臨時台湾戸口調査」はいかなる状況の下で実施されたか」, 『経済志林』, 法政大学経済学会編, 73(4), 2006

### 共著
- 松田芳郎・佐藤正広・有田富美子, 「明治後期の工場生産―動力機と経営形態の分析」, 『一橋論叢』, 92(3), 1984
- 尾関学・佐藤正広,「戦前日本の農家経済調査の今日的意義 -農家簿記からハウスホールドの実証研究へ」,『経済研究』 59(1), 59-73, 2008

## 書評
- 「『近代日本の商品流通』山口和雄・石井寛治編」, 『経済研究』, 一橋大学経済研究所編, 岩波書店, 38(4), 1987
- 「『戦前期産業連関構造の変化に関する数量的研究―産業連関分析による接近』新谷正彦」, 『経済研究』, 一橋大学経済研究所編, 岩波書店, 42(1), 1991

## 研究内容
- 日本経済史
- 近代日本社会経済史を専門とする、最近では特に明治から大正期を中心とし、統計調査制度が移植された際の日本社会におけるその受容のされ方、また、その結果として、日本で編成された統計データの精度にどのような問題が生じたかという問題を中心に調べている。